# Albumy numer jeden w roku 1964 (USA)
Lista najlepiej sprzedających się albumów w Stanach Zjednoczonych w 1964 tworzona przez magazyn Billboard na podstawie Billboard 200.

## Historia notowania
| Data publikacji | Album                     | Artysta                        |
| --------------- | ------------------------- | ------------------------------ |
| 4 stycznia      | The Singing Nun           | Soeur Sourire, The Singing Nun |
| 11 stycznia     | The Singing Nun           | Soeur Sourire, The Singing Nun |
| 18 stycznia     | The Singing Nun           | Soeur Sourire, The Singing Nun |
| 25 stycznia     | The Singing Nun           | Soeur Sourire, The Singing Nun |
| 1 lutego        | The Singing Nun           | Soeur Sourire, The Singing Nun |
| 8 lutego        | The Singing Nun           | Soeur Sourire, The Singing Nun |
| 15 lutego       | Meet The Beatles!         | The Beatles                    |
| 22 lutego       | Meet The Beatles!         | The Beatles                    |
| 29 lutego       | Meet The Beatles!         | The Beatles                    |
| 7 marca         | Meet The Beatles!         | The Beatles                    |
| 14 marca        | Meet The Beatles!         | The Beatles                    |
| 21 marca        | Meet The Beatles!         | The Beatles                    |
| 28 marca        | Meet The Beatles!         | The Beatles                    |
| 4 kwietnia      | Meet The Beatles!         | The Beatles                    |
| 11 kwietnia     | Meet The Beatles!         | The Beatles                    |
| 18 kwietnia     | Meet The Beatles!         | The Beatles                    |
| 25 kwietnia     | Meet The Beatles!         | The Beatles                    |
| 2 maja          | The Beatles’ Second Album | The Beatles                    |
| 9 maja          | The Beatles’ Second Album | The Beatles                    |
| 16 maja         | The Beatles’ Second Album | The Beatles                    |
| 23 maja         | The Beatles’ Second Album | The Beatles                    |
| 30 maja         | The Beatles’ Second Album | The Beatles                    |
| 6 czerwca       | Hello, Dolly!             | Original Cast                  |
| 13 czerwca      | Hello, Dolly!             | Louis Armstrong                |
| 20 czerwca      | Hello, Dolly!             | Louis Armstrong                |
| 27 czerwca      | Hello, Dolly!             | Louis Armstrong                |
| 4 lipca         | Hello, Dolly!             | Louis Armstrong                |
| 11 lipca        | Hello, Dolly!             | Louis Armstrong                |
| 18 lipca        | Hello, Dolly!             | Louis Armstrong                |
| 25 lipca        | A Hard Day’s Night        | The Beatles/ścieżka dźwiękowa  |
| 1 sierpnia      | A Hard Day’s Night        | The Beatles/ścieżka dźwiękowa  |
| 8 sierpnia      | A Hard Day’s Night        | The Beatles/ścieżka dźwiękowa  |
| 15 sierpnia     | A Hard Day’s Night        | The Beatles/ścieżka dźwiękowa  |
| 22 sierpnia     | A Hard Day’s Night        | The Beatles/ścieżka dźwiękowa  |
| 29 sierpnia     | A Hard Day’s Night        | The Beatles/ścieżka dźwiękowa  |
| 5 września      | A Hard Day’s Night        | The Beatles/ścieżka dźwiękowa  |
| 12 września     | A Hard Day’s Night        | The Beatles/ścieżka dźwiękowa  |
| 19 września     | A Hard Day’s Night        | The Beatles/ścieżka dźwiękowa  |
| 26 września     | A Hard Day’s Night        | The Beatles/ścieżka dźwiękowa  |
| 3 października  | A Hard Day’s Night        | The Beatles/ścieżka dźwiękowa  |
| 10 października | A Hard Day’s Night        | The Beatles/ścieżka dźwiękowa  |
| 17 października | A Hard Day’s Night        | The Beatles/ścieżka dźwiękowa  |
| 24 października | A Hard Day’s Night        | The Beatles/ścieżka dźwiękowa  |
| 31 października | People                    | Barbra Streisand               |
| 7 listopada     | People                    | Barbra Streisand               |
| 14 listopada    | People                    | Barbra Streisand               |
| 21 listopada    | People                    | Barbra Streisand               |
| 28 listopada    | People                    | Barbra Streisand               |
| 5 grudnia       | Beach Boys Concert        | The Beach Boys                 |
| 12 grudnia      | Beach Boys Concert        | The Beach Boys                 |
| 19 grudnia      | Beach Boys Concert        | The Beach Boys                 |
| 26 grudnia      | Beach Boys Concert        | The Beach Boys                 |